# Soff-i-propp
Soff-i-propp var ett TV-barnprogram med rymdtema, som ursprungligen sändes i TV4 under perioden 14 januari 1995–30 januari 1997. Det leddes av Sofia Eriksson.

## Musik
Musiken spelades in av diverse artister och utkom på ett samlingsalbum på CD och kassett vid namn Proppiversum runt på 68 minuter före jul 1996.